# Бобровка (Челябінська область)
Бобровка  (рос. Бобровка) — село у Троїцькому районі Челябінської області Російської Федерації.
Входить до складу муніципального утворення Бобровське сільське поселення. Населення становить 3411 осіб (2010). Населений пункт розташований на землях українського культурного та етнічного краю Сірий Клин.

## Історія
Від 20 лютого 1924 року належить до Троїцького району Челябінської області.
Згідно із законом від 28 жовтня 2004 року органом місцевого самоврядування є Бобровське сільське поселення.

## Населення
| 2002 | 2010  |
| ---- | ----- |
| 3586 | ↘3411 |